# Attagenus irroratus
Attagenus irroratus es una especie de coleóptero de la familia Dermestidae.

## Distribución geográfica
Habita en Queensland y Papúa Nueva Guinea.